# 刘豫锡
刘豫锡（1961年11月—），男，江苏南京人，中华人民共和国外交官，曾任驻非洲联盟使团团长兼驻联合国非洲经济委员会代表、特命全权大使。

## 生平
刘豫锡毕业于北京外国语学院和外交学院。1985年，进入中华人民共和国外交部工作，先后在驻喀麦隆大使馆、驻马里大使馆、驻加蓬大使馆和外交部干部司、外交部办公厅工作。1996年起历任驻刚果（布）使馆参赞、中央人民政府驻香港特别行政区联络办公室办公厅副主任、河北省沧州市人民政府副市长、驻法国大使馆公使衔参赞。2013年，出任中华人民共和国驻多哥大使。2018年8月，出任驻非盟使团团长兼驻联合国非洲经济委员会代表、特命全权大使。2022年3月，自驻非盟使团团长离任。2022年8月，任中国政府非洲事务特别代表。

## 家庭
已婚，有一子。

## 荣誉

### 外国勋章奖章
- 莫诺指挥官勋章（英语：Order of Mono）（多哥，2018年6月28日于洛美总统府颁发[4]）